# Hendrik Jan Davids
Hendrik Jan Davids (* 30. Januar 1969 in De Bilt) ist ein ehemaliger niederländischer Tennisspieler.

## Karriere
Davids wurde 1988 Tennisprofi. Im Einzel war er nicht sonderlich erfolgreich. Er konnte im Laufe seiner Karriere auf der ATP World Tour keinen Turniersieg erringen, auf der ATP Challenger Tour gelang ihm 1994 durch den Finalerfolg über Martin Sinner ein Turniersieg in Malta. Deutlich erfolgreicher war er dagegen im Doppel, er gewann insgesamt sieben Doppeltitel; zudem stand er weitere zwölf Mal in einem Doppelfinale, darunter 1994 beim ATP Championship Series-Turnier in Mailand. Seine höchsten Notierungen in der ATP-Weltrangliste erreichte er 1996 mit Platz 171 im Einzel sowie 1994 mit Platz 26 im Doppel.
Sein bestes Einzelergebnis bei einem Grand-Slam-Turnier war seine Erstrundenteilnahme 1997 in Wimbledon, als er Neville Godwin glatt in drei Sätzen unterlag. Im Doppel erreichte er 1993 das Viertelfinale der French Open und das Achtelfinale in Wimbledon 1994 das Achtelfinale der Australian Open sowie 1996 das Viertelfinale der US Open. An der Seite von Miriam Oremans stand er zudem 1997 im Viertelfinale des Mixed-Wettbewerbs der US Open.

## Erfolge
| Legende                       |
| Grand Slam                    |
| Tennis Masters Cup            |
| ATP Masters Series            |
| ATP International Series Gold |
| ATP International Series (7)  |
| ATP Challenger Series (9)     |

### Einzel

#### Turniersiege
| Nr. | Datum       | Turnier | Belag | Finalgegner   | Ergebnis |
| --- | ----------- | ------- | ----- | ------------- | -------- |
| 1.  | 2. Mai 1994 | Malta   | Sand  | Martin Sinner | 6:4, 7:6 |

### Doppel

#### Turniersiege

##### ATP Tour
| Nr. | Datum            | Turnier           | Belag       | Partner          | Finalgegner                    | Ergebnis      |
| --- | ---------------- | ----------------- | ----------- | ---------------- | ------------------------------ | ------------- |
| 1.  | 5. November 1990 | Moskau            | Teppich (i) | Paul Haarhuis    | John Fitzgerald Anders Järryd  | 6:4, 7:6      |
| 2.  | 10. Juni 1991    | Rosmalen          | Rasen       | Paul Haarhuis    | Richard Krajicek Jan Siemerink | 6:3, 7:6      |
| 3.  | 30. März 1992    | Estoril           | Sand        | Libor Pimek      | Luke Jensen Laurie Warder      | 3:6, 6:3, 7:5 |
| 4.  | 6. Juli 1992     | Gstaad            | Sand        | Libor Pimek      | Petr Korda Cyril Suk           | w.o.          |
| 5.  | 2. August 1993   | Prag              | Sand        | Libor Pimek      | Jorge Lozano Jaime Oncins      | 6:3, 7:6      |
| 6.  | 11. Oktober 1993 | Bozen             | Teppich (i) | Piet Norval      | David Adams Andrei Olchowski   | 6:3, 6:2      |
| 7.  | 3. November 1997 | Santiago de Chile | Sand        | Andrew Kratzmann | Julián Alonso Nicolás Lapentti | 7:6, 5:7, 6:4 |

##### Challenger Tour
| Nr. | Datum             | Turnier        | Belag     | Partner            | Finalgegner                   | Ergebnis      |
| --- | ----------------- | -------------- | --------- | ------------------ | ----------------------------- | ------------- |
| 1.  | 26. März 1990     | Estoril        | Sand      | Karsten Braasch    | Tomás Carbonell Udo Riglewski | 5:7, 7:5, 6:2 |
| 2.  | 8. Oktober 1990   | Curitiba       | Sand      | Jacco Eltingh      | César Kist Danilo Marcelino   | 6:4, 3:6, 6:3 |
| 3.  | 15. Oktober 1990  | Ilhéus         | Hartplatz | Jacco Eltingh      | Roger Smith Tobias Svantesson | 4:6, 6:3, 6:4 |
| 4.  | 10. Mai 1993      | Dresden        | Sand      | Jewgeni Kafelnikow | Michiel Schapers Daniel Vacek | 6:3, 6:3      |
| 5.  | 15. August 1994   | Graz           | Sand      | Stephen Noteboom   | Wayne Arthurs Simon Youl      | 4:6, 6:3, 7:6 |
| 6.  | 10. Oktober 1994  | La Réunion (1) | Hartplatz | Joost Winnink      | Patrick Baur Michael Geserer  | 6:1, 6:2      |
| 7.  | 22. Mai 1995      | Budapest       | Sand      | Pablo Albano       | Rikard Bergh Matt Lucena      | 6:4, 6:4      |
| 8.  | 11. November 1996 | La Réunion (2) | Hartplatz | Fabrice Santoro    | Donald Johnson Leander Paes   | 6:3, 7:6      |

#### Finalteilnahmen
| Nr. | Datum              | Turnier          | Belag       | Partner          | Finalgegner                    | Ergebnis      |
| --- | ------------------ | ---------------- | ----------- | ---------------- | ------------------------------ | ------------- |
| 1.  | 2. März 1992       | Kopenhagen       | Teppich (i) | Libor Pimek      | Nicklas Kulti Magnus Larsson   | 3:6, 4:6      |
| 2.  | 5. Juli 1993       | Gstaad           | Sand        | Piet Norval      | Cédric Pioline Marc Rosset     | 3:6, 6:3, 6:7 |
| 3.  | 26. Juli 1993      | Hilversum        | Sand        | Libor Pimek      | Jacco Eltingh Paul Haarhuis    | 6:4, 2:6, 5:7 |
| 4.  | 7. Februar 1994    | Mailand          | Teppich (i) | Piet Norval      | Tom Nijssen Cyril Suk          | 6:4, 6:7, 6:7 |
| 5.  | 11. April 1994     | Nizza            | Sand        | Piet Norval      | Javier Sánchez Mark Woodforde  | 5:7, 3:6      |
| 6.  | 14. November 1994  | Antwerpen        | Teppich (i) | Sébastien Lareau | Jan Apell Jonas Björkman       | 6:4, 1:6, 2:6 |
| 7.  | 19. Juni 1995      | ’s-Hertogenbosch | Rasen       | Andrei Olchowski | Richard Krajicek Jan Siemerink | 5:7, 3:6      |
| 8.  | 25. September 1995 | Palermo (1)      | Sand        | Piet Norval      | Àlex Corretja Fabrice Santoro  | 7:6, 4:6, 3:6 |
| 9.  | 5. Februar 1996    | Zagreb           | Teppich (i) | Martin Damm      | Menno Oosting Libor Pimek      | 3:6, 6:7      |
| 10. | 10. März 1996      | Rotterdam        | Teppich (i) | Cyril Suk        | David Adams Marius Barnard     | 3:6, 7:5, 6:7 |
| 11. | 28. September 1997 | Bukarest         | Sand        | Daniel Orsanic   | Luis Lobo Javier Sánchez       | 5:7, 5:7      |
| 12. | 5. Oktober 1997    | Palermo (2)      | Sand        | Daniel Orsanic   | Andrew Kratzmann Libor Pimek   | 6:3, 3:6, 6:7 |